# Winterheart's Guild
Albums de Sonata Arctica
Silence
(2001) Reckoning Night
(2004)
Winterheart's Guild est le troisième album studio du groupe de metal finlandais Sonata Arctica.
L'album est sorti le 27 mai 2003 sous le label Spinefarm Records.

## Liste des morceaux
1. Abandoned, Pleased, Brainwashed, Exploited - 5:37
2. Gravenimage - 6:58
3. The Cage - 4:37
4. Silver Tongue - 3:58
5. The Misery - 5:08
6. Victoria's Secret - 4:43
7. Champagne Bath - 3:57
8. Broken - 5:18
9. The Rest Of The Sun Belongs To Me (bonus présent sur la version japonaise et coréenne de l'album)
10. The Ruins Of My Life - 5:14
11. Draw Me - 4:08

Après un morceau-fantôme de 0:40 (simplement les membres du groupe s'enregistrant en train de s'amuser avec le matériel du studio), apparaît un blanc de 4:34, puis des bruits de voix de 0:03 avant la fin de l'album. Car ici, contrairement à l'usage habituel, le morceau-fantôme apparaît avant le blanc et non après.

## Composition du groupe
- Tony Kakko – chant / claviers
- Jani Liimatainen – guitare
- Marko Paasikoski – basse
- Tommy Portimo – batterie
- Jens Johansson – solos au clavier sur les titres The Cage, Silver Tongue, Victoria's Secret et Champagne Bath

## Crédits techniques
- Production : Sonata Arctica
- Mixage : Mikko Karmila, aux studios Finnvox
- Mastering : Mika Jussila aux studios Finnvox